# كريس ويلكينسون
كريس ويلكينسون (بالإنجليزية: Christopher Wilkinson)‏ هو مهندس معماري بريطاني، ولد في 1 يوليو 1945 في أمرشام ‏ في المملكة المتحدة.